# HMS Princess Royal (1773)
HMS Princess Royal (1773) — 98-пушечный линейный корабль второго ранга. Третий корабль Королевского флота, названный в честь принцесс королевской крови. Заказан в 10 сентября 1767. Спущен на воду 18 октября 1773 на королевской верфи в Портсмуте.
При постройке имел рейтинг 90-пушечного. Во время общего довооружения кораблей 2 ранга повышен до 98-пушечного установкой восьми 12-фунтовых пушек на шканцы.
1779 — был при Гренаде.
1782 — с флотом адмирала Хау участвовал в снятии осады с Гибралтара и был у мыса Спартель.
1795 — был в составе флота Нельсона при Генуе, затем у Йерских островов.
Отправлен на слом и разобран в 1807 году.